# Yasuhiro Yoshida
Yasuhiro Yoshida (Hiroshima, 14 luglio 1969) è un ex calciatore giapponese, di ruolo centrocampista.